# لويس رودريغيز (ملحن)
لويس رودريغيز (بالألمانية: Luis Rodriguez)‏ هو منتج أسطوانات وملحن وموسيقي ومغني ألماني، ولد في 1948 في فوينتي إل فريسنو في إسبانيا.

## وصلات خارجية
- لويس رودريغيز على موقع ميوزك برينز (الإنجليزية)
- لويس رودريغيز على موقع ديسكوغز (الإنجليزية)